# Macbeth

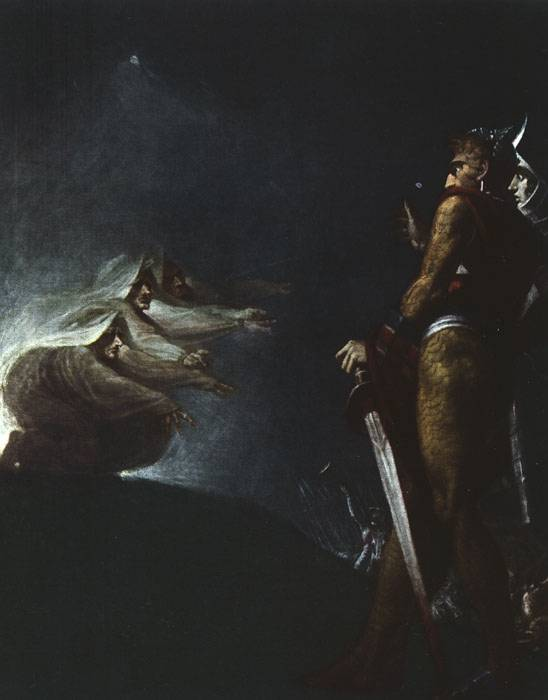
Macbeth e Banquo com as Bruxas, de Johann Heinrich Füssli

Macbeth é uma tragédia do dramaturgo inglês William Shakespeare, sobre um regicídio e suas consequências. É a tragédia shakespeariana mais curta, e acredita-se que tenha sido escrita entre 1603 e 1607. O primeiro relato de uma performance da peça é de abril de 1611, quando Simon Forman registrou tê-la visto no Globe Theatre, em Londres. A obra foi publicada pela primeira vez no Folio, de 1623, possivelmente a partir de uma transcrição de alguma performance específica.
As principais fontes de Shakespeare para a tragédia são os relatos dos reis Duff e Duncan nas Crônicas da Inglaterra, Escócia e Irlanda, de 1587, uma história das Ilhas Britânicas familiar a Shakespeare e seus contemporâneos, e pelos escritos do filósofo escocês Hector Boece.
Ao longo dos séculos a peça atraiu alguns dos maiores atores de seu tempo para os papéis de Macbeth e Lady Macbeth. A obra já foi adaptada para o cinema, televisão, ópera, quadrinhos e muitas outras mídias. No cinema destacam-se as versões do italiano Mario Caserini (1908), a do austríaco Richard Oswald (1921), a do norte-americano Orson Welles (1948), a do japonês Akira Kurosawa (1957), a do polonês Roman Polanski (1971) e a do australiano Justin Kurzel (2015).
No teatro brasileiro, a peça ganhou adaptação de Aderbal Freire-Filho e João Dantas e foi interpretada por elenco contando com Daniel Dantas como Macbeth e Renata Sorrah como Lady Macbeth. No cinema, em 2015, foi lançada uma adaptação contemporânea chamada A Floresta que se Move, do diretor Vinícius Coimbra, com Gabriel Braga Nunes e Ana Paula Arósio nos papéis principais.

## Personagens
| - Duncan – Rei da Escócia - Malcolm – Filho mais velho de Duncan - Donalbain – Filho mais novo de Duncan - Macbeth – General do exército do rei Duncan, tano de Cawdor, tano de Glamis e, posteriormente, rei da Escócia - Lady Macbeth – Esposa de Macbeth, posteriormente rainha da Escócia - Banquo – Amigo de Macbeth e general no exército do rei Duncan - Fleance – Filho de Banquo - Macduff – tano de Fife - Lady Macduff – Esposa de Macduff - Filho de Macduff | - Ross, Lennox, Angus, Mentieth, Caithness – Lordes escoceses - Siward – Earl de Northumberland, general das tropas inglesas - Jovem Siward – Filho de Siward - Seyton – Criado de Macbeth - Hécate – Bruxa-chefe/Deusa da bruxaria - Três Bruxas - Três Assassinos - Porteiro (ou Mensageiro) - Porteiro do castelo de Macbeth - Médico inglês - Médico escocês - Médico de Lady Macbeth - Senhora - Criada de Lady Macbeth |

## Enredo

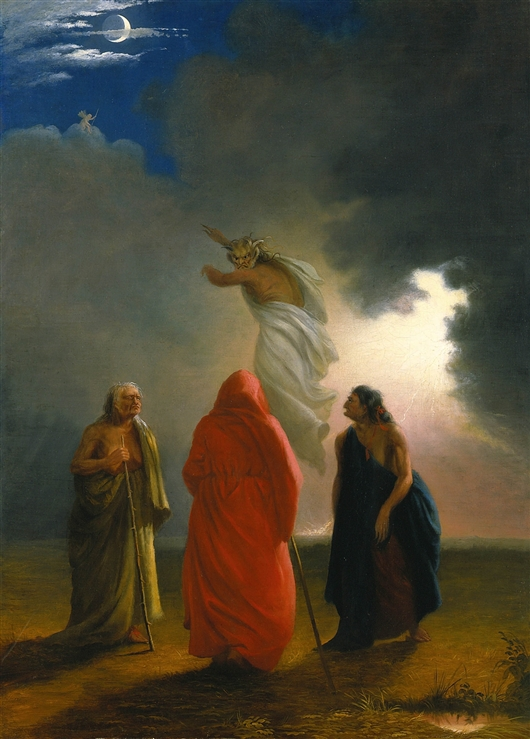
Cena de Macbeth mostrando as bruxas conjurando uma aparição, na primeira cena do quarto ato, em pintura de William Rimmer

O primeiro ato da peça abre entre trovões e relâmpagos, com as Três Bruxas decidindo que seu próximo encontro será com Macbeth. Na cena seguinte, um sargento ferido apresenta-se ao rei Duncan da Escócia, relatando que seus generais Banquo e Macbeth, que é tano (barão) de Glamis, acabaram de derrotar as forças aliadas da Noruega e da Irlanda, lideradas pelo rebelde Macdonwald. Macbeth, parente do rei, é louvado por sua bravura e habilidade na batalha.
A cena muda. Macbeth e Banquo entram, discutindo o tempo e sua vitória ("So foul and fair a day I have not seen"; "Tão feio e belo dia eu jamais vi"). À medida que se aproximam de uma charneca, as três bruxas, que os esperavam, cumprimentam-nos com profecias. Ainda que seja Banquo o primeiro a desafiá-las, dirigem-se a Macbeth. A primeira o saúda como "thane de Glamis", a segunda como "thane de Cawdor", e a terceira proclama que ele deverá "ser rei daí em diante". Macbeth parece estarrecido a ponto de silenciar-se, e Banquo novamente as desafia. As bruxas informam a Banquo que ele dará origem a uma linhagem de reis, embora ele mesmo não se tornará um. Enquanto os dois ficam maravilhados com o que ouviram, as bruxas desaparecem, e outro thane, Ross, um mensageiro do rei, chega e informa Macbeth sobre o título que lhe acaba de ser concedido — thane de Cawdor. A primeira profecia é cumprida. Imediatamente, Macbeth começa a ambicionar tornar-se rei.
Macbeth escreve a sua esposa, Lady Macbeth, falando sobre as profecias das bruxas. Quando Duncan decide ficar no castelo de Macbeth, em Inverness, ela bola um plano para assassiná-lo e conquistar o trono para seu marido. Embora Macbeth se demonstre preocupado com o regicídio, sua esposa finalmente o consegue persuadir, questionando sua condição humana, a seguir seu plano. Na noite da visita do rei, Macbeth mata Duncan; o ato, que não é visto pela plateia, o deixa tão abalado que Lady Macbeth tem que assumir o controle da situação, recolhendo o punhal ensanguentado das mãos do marido. De acordo com o seu plano, ela incrimina os criados de Duncan, adormecidos por causa da bebedeira ocorrida na noite anterior, pelo assassinato, colocando punhais sujos de sangue em meio a eles. Na manhã seguinte, Lennox, um nobre escocês, juntamente com Macduff, o leal thane de Fife, chegam. O porteiro, ainda bêbado, abre o portão, e Macbeth os leva aos aposentos do rei, onde Macduff descobre o cadáver. Num acesso fingido de raiva, Macbeth assassina os guardas, antes que eles jurem sua inocência. Macduff imediatamente suspeita de Macbeth, porém não revela publicamente esta suspeita. Temendo por suas vidas, os filhos de Duncan fogem; Malcolm vai para a Inglaterra e Donalbain para a Irlanda. A fuga dos herdeiros também faz deles suspeitos, e Macbeth assume o trono como o novo rei da Escócia, já que possui parentesco com o falecido rei.

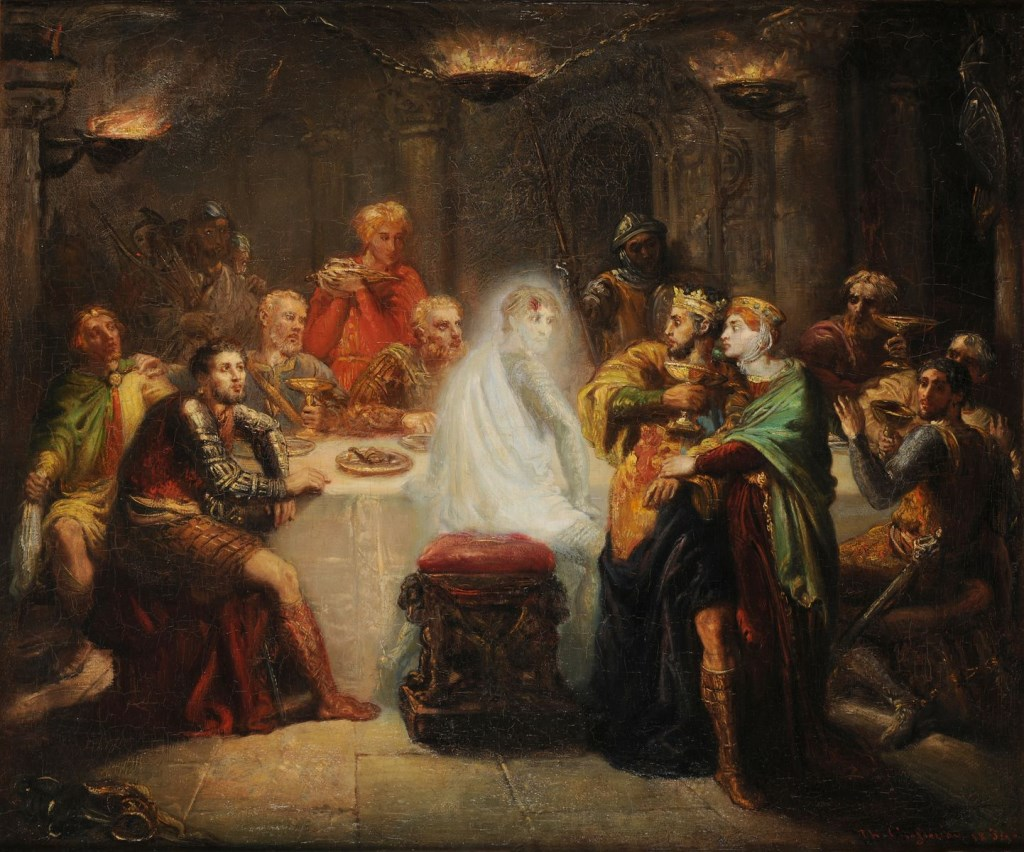
Macbeth vendo o fantasma de Banquo, de Théodore Chassériau

Apesar de seu sucesso, Macbeth continua inquieto com a profecia a respeito de Banquo, então o convida para um banquete real — onde descobre que Banquo e seu jovem filho, Fleance, planejam fugir naquela mesma noite. Macbeth contrata então dois homens para assassiná-los, porém um terceiro assassino surge misteriosamente no parque, antes do crime. Enquanto os assassinos matam Banquo, Fleance escapa; no banquete, o fantasma de Banquo entra e se senta no lugar de Macbeth à mesa. Apenas este pode ver o espectro, enquanto os outros convidados entram em pânico diante da visão de Macbeth em fúria, esbravejando contra uma cadeira vazia, até que uma desesperada Lady Macbeth lhes ordena irem embora.
Macbeth, perturbado, vai às bruxas mais uma vez. Elas conjuram então três espíritos, em meio a três outros avisos e profecias, que lhe mandam ter "cuidado com Macduff", porém também lhe avisam que "ninguém que tenha nascido de uma mulher fará mal a Macbeth", e que ele "jamais será vencido até que a Grande Floresta de Birnam vá até as alturas do Monte Dunsinane". Como Macduff está exilado na Inglaterra, Macbeth presume que está seguro; então condena à morte todos do castelo de Macduff, incluindo Lady Macduff e suas crianças.
Enquanto isso, Lady Macbeth torna-se atormentada pela culpa dos crimes que ela e o marido cometeram; numa cena célebre, ela perambula pela casa de ambos, à noite, sonâmbula, e tenta lavar manchas imaginárias de sangue de suas mãos, enquanto comenta as coisas terríveis de que sabe.

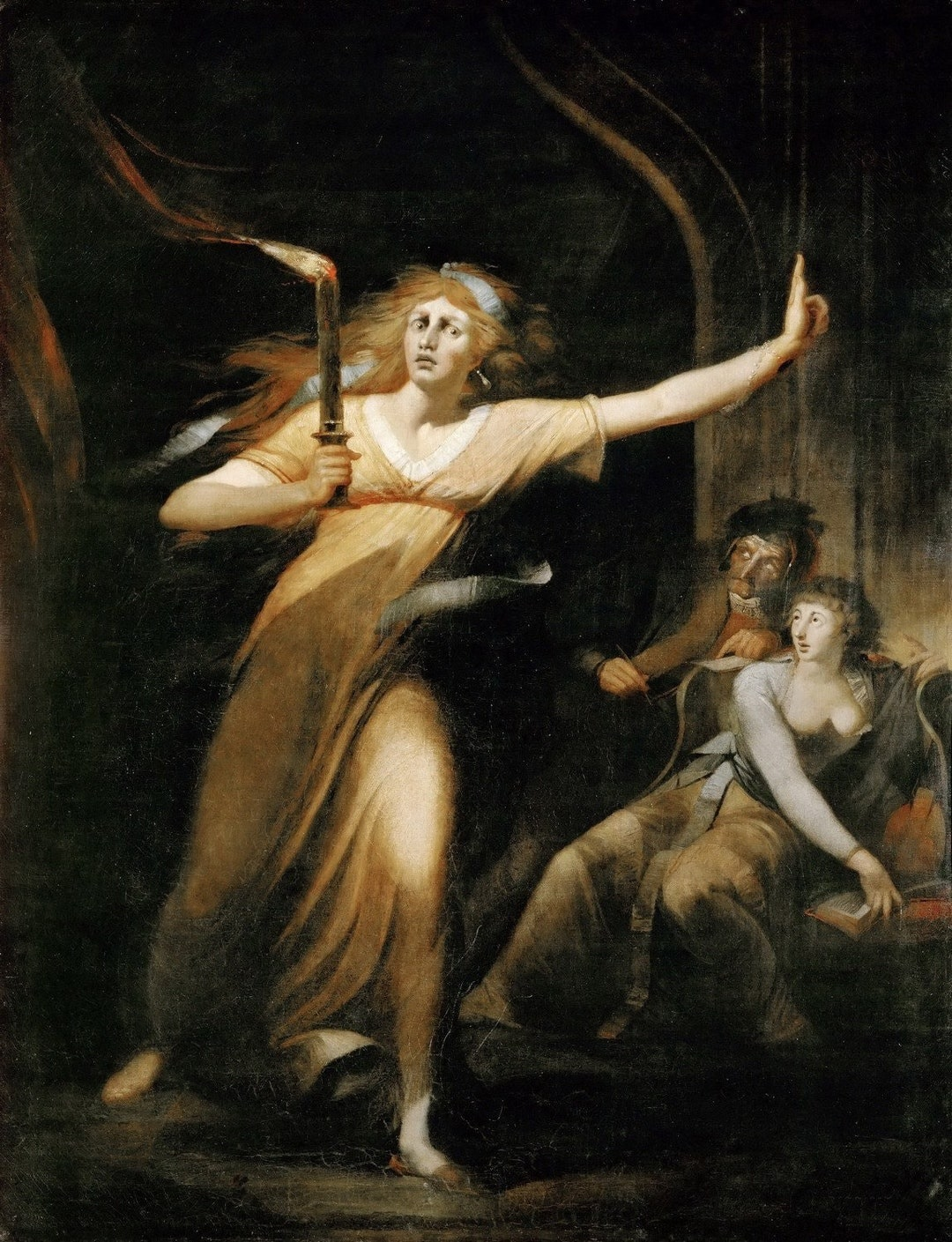
Lady Macbeth sonâmbula, de Johann Heinrich Füssli

Na Inglaterra, Malcolm e Macduff são informados por Ross de que "seu castelo foi pego de surpresa, e suas esposas e seus bebês selvagemente abatidos." Macbeth, agora visto como um tirano, vê a deserção de muitos de seus thanes. Malcolm lidera então um exército, juntamente com Macduff e o inglês Siward (o Velho), earl de Northumberland, contra o Castelo de Dunsinane. Enquanto seus soldados ainda estão acampados na Floresta de Birnam, recebem a ordem de cortar e carregar todos os troncos de madeira que puderem para camuflar o número de soldados — e acabando por realizar a terceira profecia das bruxas. Neste meio tempo, Macbeth faz o seu famoso solilóquio ("Tomorrow and tomorrow and tomorrow", "Amanhã e amanhã e amanhã") ao ficar sabendo da morte de Lady Macbeth; embora a causa da morte não seja revelada, presume-se que ela tenha cometido suicídio, já que a última referência de Malcolm a respeito dela revela que "como se acredita, por suas próprias e violentas mãos, tenha tirado sua própria vida" ("as 'tis thought, by self and violent hands / took off her life").
A batalha tem o seu ápice na morte do jovem Siward, e no confronto de Macduff com Macbeth, que apregoa não temer o oponente, pois não pode ser morto por qualquer homem que tenha nascido de uma mulher. Macduff declara então que ele foi "rasgado do útero de sua mãe antes do tempo" ("from his mother's womb untimely ripp'd", ou seja, nascido através de cesariana) e, portanto, não "nasceu do ventre de uma mulher", mas sim do ventre de um cadáver, visto que a mãe de Macduff morre durante o parto. Macbeth percebe, já tarde demais, que as bruxas o enganaram. Fora de cena, Macduff corta a cabeça de Macbeth, e cumpre assim a última das profecias.
Embora Malcolm seja colocado no trono, e não Fleance, a profecia das bruxas a respeito de Banquo — "Thou shalt [be]get kings", "Tu gerarás reis" — era conhecida pelo público da época de Shakespeare como verdade, já que o rei Jaime I da Inglaterra era, supostamente, um dos descendentes de Banquo.

## Datas

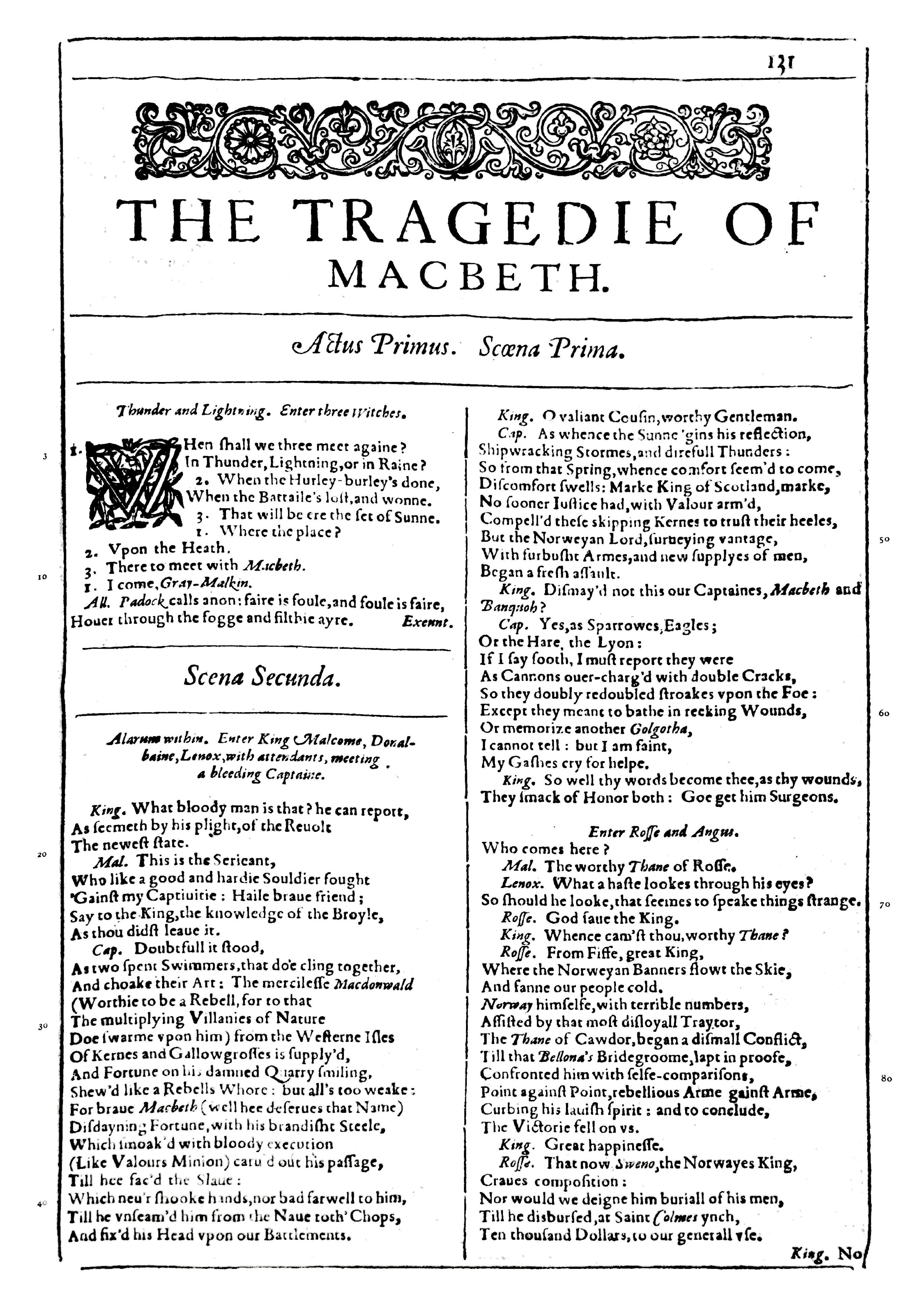
Facsimile da primeira página de Macbeth, na edição conhecida como First Folio, publicada em 1623

## Histórico de encenações

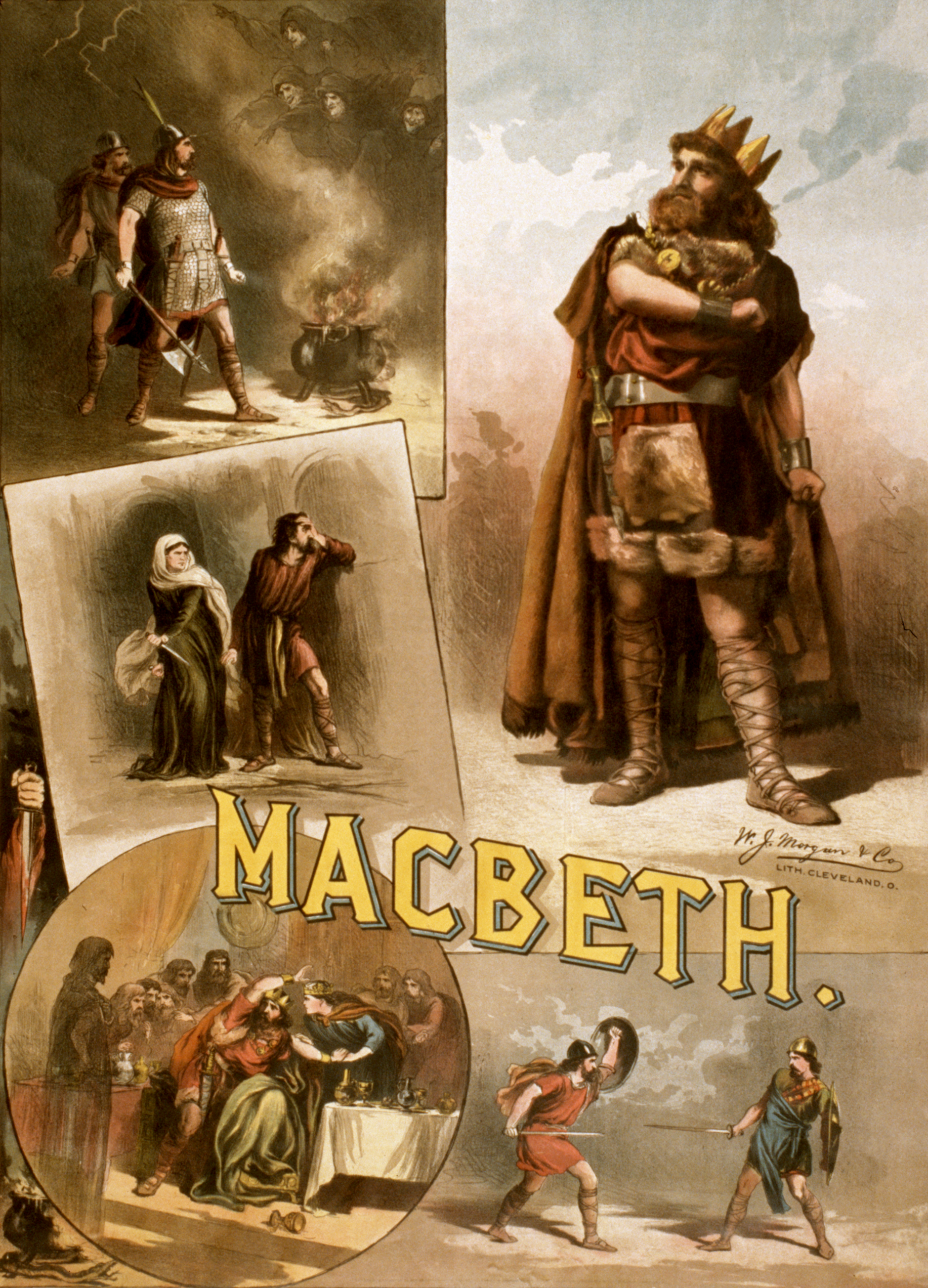
Thomas Keene em Macbeth, 1884

### Século XIX

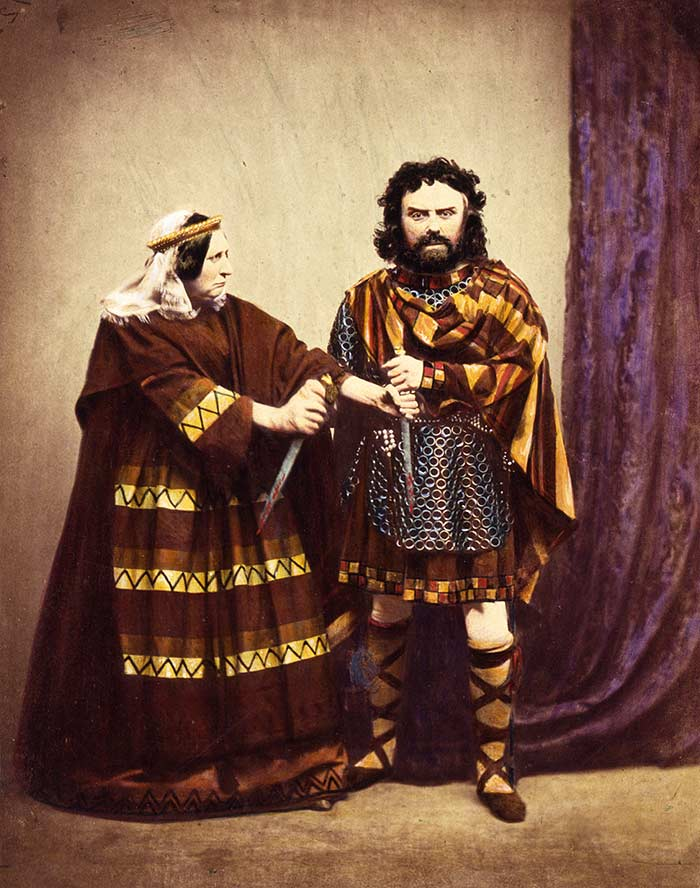
Charles Kean e sua esposa como Macbeth e Lady Macbeth, em figurinos que tinham a pretensão de serem precisos historicamente

### Século XX - presente

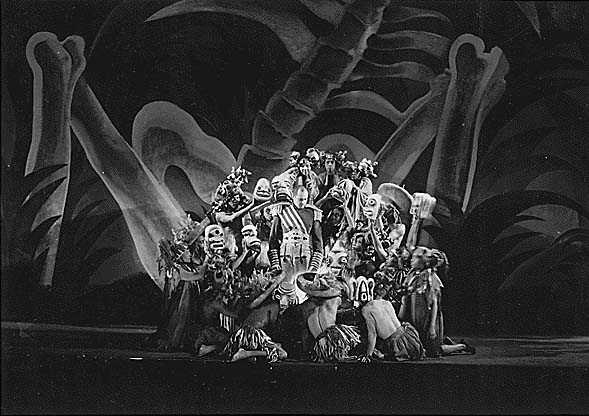
Produção de Macbeth encenada pela Negro Unit ("unidade de negros") do Federal Theatre Project, em 1935